# Geometra glaucaria
Geometra glaucaria är en fjärilsart som beskrevs av Ménétriés 1859. Geometra glaucaria ingår i släktet Geometra och familjen mätare. Inga underarter finns listade i Catalogue of Life.